# スパゲッティ・アッラ・ネラーノ

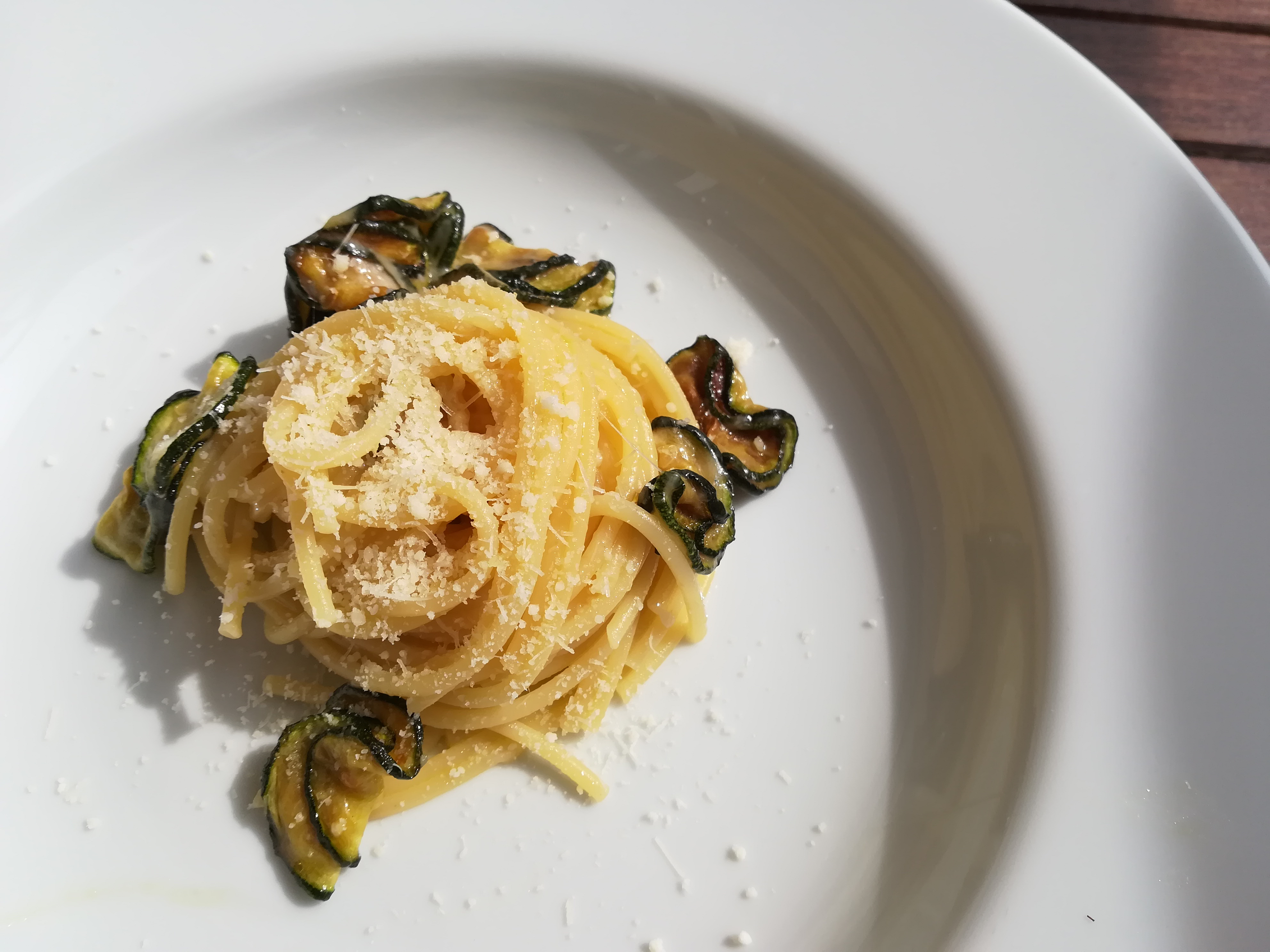
スパゲッティ・アッラ・ネラーノ

スパゲッティ・アッラ・ネラーノ（伊：Spaghetti alla Nerano）は、イタリア・ソレント半島のマッサ・ルブレンセ、ネラーノ村発祥のパスタ料理である。主な素材は、スパゲッティ、揚げたズッキーニ、プロヴォローネ・デル・モナコ（あるいはカチョカヴァッロ）である。また、ペコリーノ・ロマーノ70％とパルミジャーノ・レッジャーノ30％を混ぜて、プロヴォローネ・デル・モナコの辛さに近づけることもある。
この料理の発祥については諸説あるが、1950年代半ば、マリア・グラツィアというレストラン経営者の作品であるとする説が有力である。また、同レストランでセリニャーノ公爵プペット・カラヴィータが考えたという説もある。このレストランは現在も存続している。
この肉を使わない料理を食べるために、遠くからも著名人がネラーノ村にやって来る。